# NGC 5464
NGC 5464 је спирална галаксија у сазвежђу Хидра која се налази на NGC листи објеката дубоког неба.
Деклинација објекта је - 30° 1' 2" а ректасцензија 14h 7m 4,1s. Привидна величина (магнитуда) објекта NGC 5464 износи 12,7 а фотографска магнитуда 13,3. Налази се на удаљености од 35,180 милиона парсека од Сунца. NGC 5464 је још познат и под ознакама ESO 446-11, MCG -5-33-45, TOL 43, AM 1404-294, IRAS 14041-2946, PGC 50356.